# Libertador (Carabobo)
Libertador is een gemeente in de Venezolaanse staat Carabobo. De gemeente telt 197.500 inwoners. De hoofdplaats is Tocuyito.